# Neochactas sarisarinamensis
Espèce
Synonymes
- Broteochactas sarisarinamensis González-Sponga, 1985

Neochactas sarisarinamensis est une espèce de scorpions de la famille des Chactidae.

## Distribution
Cette espèce est endémique de l'État de Bolívar au Venezuela. Elle se rencontre vers Cedeño à 1 430 m d'altitude sur le Sarisariñama.

## Systématique et taxinomie
Cette espèce a été décrite sous le protonyme Broteochactas sarisarinamensis par González-Sponga en 1985. Elle est placée dans le genre Neochactas par Soleglad et Fet en 2003.

## Étymologie
Son nom d'espèce, composé de sarisarinam[a] et du suffixe latin -ensis, « qui vit dans, qui habite », lui a été donné en référence au lieu de sa découverte, le Sarisariñama.

## Publication originale
- González-Sponga, 1985 : Tres nuevas especies de aracnidos de Venezuela (Scorpionida: Chactidae: Buthidae). Memoria de la Sociedad de Ciencias Naturales La Salle, vol. 45, no 123, p. 25-45.